# Embalse de Vallforners
El embalse de Vallforners es una infraestructura hidráulica española construida en el arroyo de Cánoves, dentro del término municipal de Cánoves, en la comarca del Vallés Oriental, en la provincia de Barcelona, Cataluña. 
Se encuentra en el macizo del Montseny, entre las sierras de Ombradors y de Palestrins. Aguas abajo se encuentra la población de Cánoves. Aguas arriba la plana de la Calma, en el parque natural del Montseny. El punto culminante del valle es el Puig de Sui, con 1322 m de altitud.
El embalse pertenece al municipio de Cánoves, en la comarca del Vallés Oriental. Fue construido entre 1985 y 1989 y tiene como característica especial el hecho que fue el primer pantano de Cataluña con presa de piedra y tierra compactada. Tiene una anchura de 10 m en el coronamiento, con un núcleo impermeable de arcilla. La presa se ha usado para levantar una pequeña colina en la que se han plantado árboles.
El embalse tiene 1,1 km de longitud, una capacidad de 2,3 hm³, capaces de regar hasta 500 hectáreas de cultivos y abastecer de agua los consumos extraordinarios de Cánoves y Cardedeu. Muy cerca se encuentra el castaño de Can Cuc, un árbol monumental con 14 m de diámetro y 15 m de altura. En su interior se dice que vivía antiguamente un carbonero.
El embalse puede acumular 2 300 000 m³ de agua, lo que le permite regar 500 ha. de cultivos e, incluso, consumos extraordinarios de las poblaciones de Cánoves y Cardedeu. Por esta razón los ayuntamientos de las dos villas son parte de la Comunidad de Regantes.
Está formado por un cinturón de montañas, de cerros y serrados desde el llamado Pla de la Calma hasta Cuch, entre los cuales podemos destacar Roca Centella, Mojó, Turó Monner, Puig del Sui (con 1322 m de altitud), Turó de Cuch (en el que confrontan los términos de Cánoves, Tagamanent, Montseny y San Pedro de Vilamajor), y la sierra de los Vallestrins, en el centro de la que se erige el cortijo de Vallforners, mitad fortaleza, mitad casa forestal, en el camino del Pla de la Calma, construida por el señor de Tagamanent y restaurada por su hijo, Dalmau de Rocabertí, de la familia de los condes de Peralada, en 1610.

## Características

### Capacidad
El embalse tiene una superficie inundable de 112 400 m², la capacidad total es de 2,156.600 m³ y la longitud de las aguas embalsadas, desde la presa a la cola del embalse, es de 1100 metros. La presa tiene una longitud de 160m, una estatura máxima de 61,50 m y 10 m de anchura en el coronament, con un núcleo impermeable de arcilla, con filtros y el rompeolas de protección formada por un talud, aguas arriba, de material granular, en proporción de 2,5 m de longitud por cada metro de estatura y otro talud, aguas abajo, en proporción de 2:1.

### Pluviometría
No se poseen datos pluviomètriques de estos parajes de Vallforners ni de la cercanía, pero por los datos suministrados por las estaciones de Cànoves y del Cerro del Hombre, las más inmediatas, emplazadas a 3,2 km y a 10 km, respectivamente y en línea recta, se estima que la media anual de las precipitaciones caídas en el bache de Vallforners es de unos 935 l/m², o sea que en un año caen en aquel valle unos 11,678.000 m³ (más de 5 veces la capacidad del embalse), de los cuales hasta ahora solo se aprovechaban los caudales recogidos a las recluidas por las acequias durante los meses de mayo a septiembre y que se perdían durante el resto del año. El embalse regulariza el caudal de la riera y acaba con sus avenidas y revingudes y con los largos estiatges, producidos por el enjuto y la gran evaporación.
En el bache de Vallforners se estima que, en término medio, en los meses de septiembre y de octubre,  caen 109 y 112 l/m², mientras que por junio   caen 67 y por julio solo 43. O sea que, hasta ahora se han ido perdiendo las aguas cuando no se necesitaban.

### Ingeniería
El caudal de las aguas juntadas al embalse es interceptado por un muro levantado en base de tierra compactada e impermeable y sirve de núcleo para el levantamiento de una muntanyola artificial. Sobre esta colina se  ha plantado árboles y matorrales con objeto de simular que la presa es un paraje natural.
Este tipo de embalse, inspirado en construcciones de origen italiano, con el nombre técnico de la leghetto collinari, se levantan en medio de las vertientes de dos montañas por entremedias de las cuales discurre un río o una riera. Este es el primero y el más importante embalse de este tipo construido en Cataluña, un tipo de pantano que posteriormente se expandiría y que permite una mejor integración de la presa en el marco natural donde está enclavada.

## Historia
Las obras empezaron el marzo del 1985. El proyecto, confeccionado por el Departamento de Agricultura, Ganadería y Pesca por los ingenieros Cándido Avendaño Salas y Miguel A. Carrillo Suárez, comprendía la excavación del embalse, en el cual se trabajó desde principios de marzo del 1985: la construcción de la presa, el desvío de la riera, la instalación de los aparatos de auscultación para comprobar la entrada y salida de los caudales, la construcción de un nuevo camino de acceso de 1670 m de longitud y de 5 m de anchura, monte el antiguo camino ya está inundado por las aguas; y el trazado de otro camino de 160 m de longitud por 10 de anchura hasta el coronament de la presa.
Finalizada la construcción del embalse, el 1989 fueran cerradas las compuertas de la presa a fin de que el pantano empezara a recoger las aguas que caen al embudo montañoso.
Para reducir los efectos de la alteración ambiental, estaba consignando un millón de pesetas para la repoblación piscícola del embalse, otros dos millones para condicionar las zonas alteradas por la extracción de áridos, y otros tres millones para repoblar, con flora autóctona, las superficies que hayan restado sin vegetación